# Asphondylia camarae
Asphondylia camarae är en tvåvingeart som beskrevs av Edwin Möhn 1959. Asphondylia camarae ingår i släktet Asphondylia och familjen gallmyggor. Inga underarter finns listade i Catalogue of Life.